# Delarbrea michieana
Delarbrea michieana là một loài thực vật có hoa trong họ Myodocarpaceae. Loài này được Ferdinand Jacob Heinrich von Mueller mô tả khoa học đầu tiên năm 1870 dưới danh pháp Porospermum michieanum. Năm 1889 Muller chuyển nó sang chi Delarbrea.